# Pools Open
Het Pools Open is een golftoernooi van de Europese Challenge Tour.
De eerste editie werd in maart 1996 gespeeld op de First Warsaw G&CC en gewonnen door Erol Simsek. Eind september 1997 werd het toernooi geannuleerd omdat er te veel regen was gevallen. Er werd toen besloten het toernooi voortaan eind september te spelen.
In 2013 heeft Polen toch weer een internationaal toernooi en staat de Deutsche Bank Polish Masters Pro Golf Tour Championship  op de agenda van de Pro Golf Tour.

## Winnaars
The Bank Pekao Polish Open
- 1996:  Erol Simsek op de First Warsaw G&CC
- 1997: geannuleerd

Warsaw Golf Open
- 1998:  José Manuel Lara

Daewoo Warsaw Golf Open
- 1999:  Niclas Fasth